# Rowe, New Mexico
Rowe är en ort i San Miguel County i delstaten New Mexico, USA.